# Медякасы
Медякасы́ (чув. Метякасси) — деревня в Ядринском районе Чувашской Республики. Входит в состав Ядринского сельского поселения.

## География
Находится в западной части Чувашии, на расстоянии приблизительно 19 км на восток-северо-восток по прямой от районного центра города Ядрин.

## История
Известна с 1795 года как выселок деревни Янымова (ныне не существует), когда здесь было учтено 10 дворов. В 1858 году было учтено 157 жителей, в 1897 — 45 дворов, 234 жителя, в 1926 — 69 дворов, 325 жителей, в 1939—342 жителя, в 1979—227. В 2002 году было 62 двора, в 2010 — 47 домохозяйств. В 1931 году был образован колхоз «Быстрый», в 2010 действовало ООО «Новая жизнь».

## Население
Постоянное население составляло 148 человек (чуваши 96 %) в 2002 году, 112 в 2010.